# Maulets

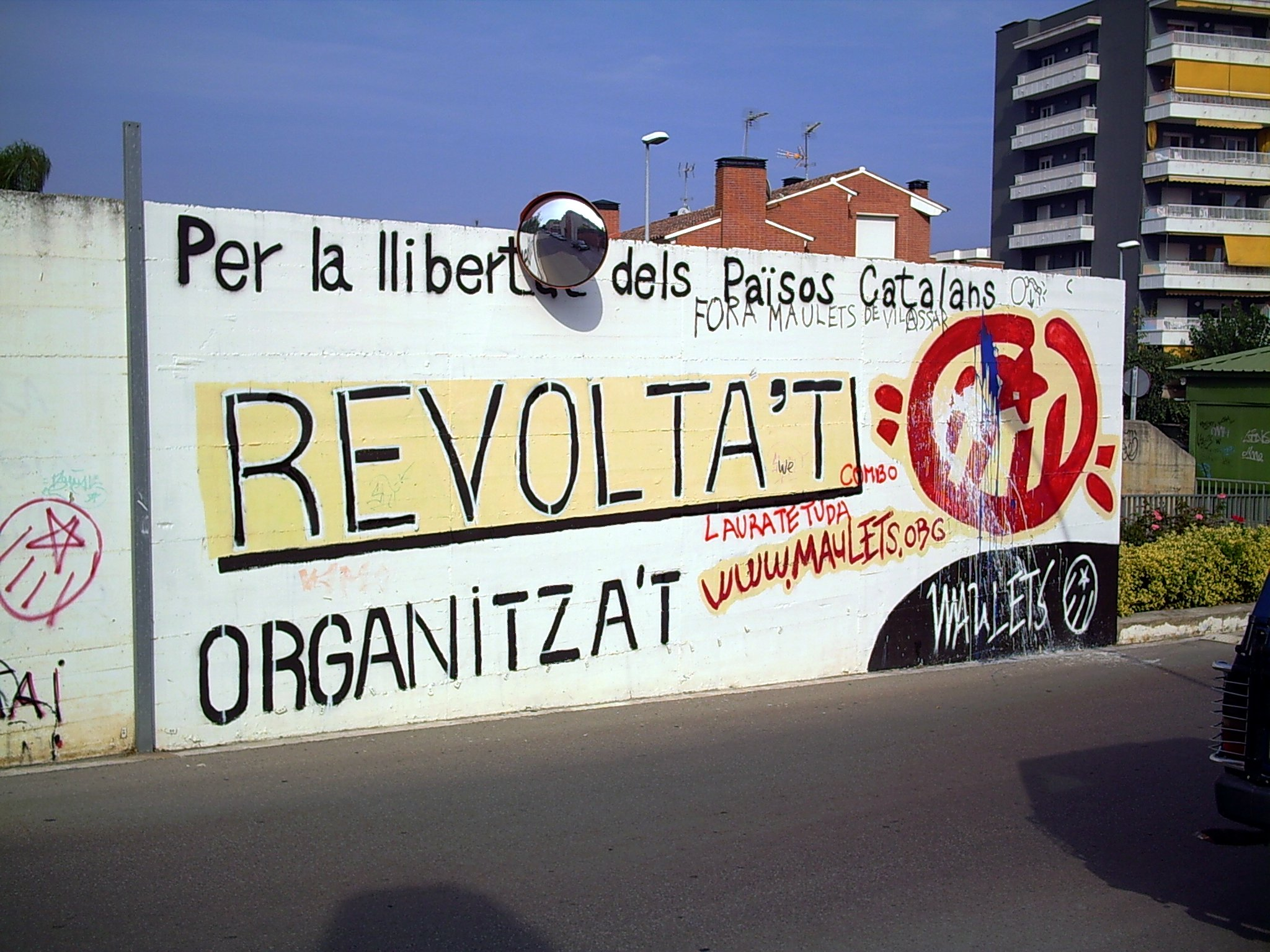
Graffiti der Maulets.

Die Maulets waren eine in Valencia und Katalonien aktive Jugendorganisation, die seit ihrer Gründung im Jahr 1988 für ein vereinigtes, unabhängiges und sozialistisches Katalonien kämpfte. Der Name „Maulets“ wurde in Anlehnung an die valencianischen Partisanen des Spanischen Erbfolgekriegs gewählt. Die historischen Maulets unterstützten Karl VI. 2012 schloss sie sich mit anderen Gruppen zur neuen Organisation Arran zusammen.

## Geschichte
Die Organisation Maulets wurde 1988 als Jugendorganisation der Moviment de Defensa de la Terra („Bewegung zur Verteidigung des Landes“) gegründet. Die ersten Veranstaltungen fanden in Mataró, Vinaròs, Girona und Valencia statt. 1989 wurde sie die Jugendorganisation von Catalunya Lliure („Freies Katalonien“), einer katalanischen Regionalpartei. 1995 gründeten die Maulets die Plataforma per la Unitat d’Acció („Plattform für einheitliches Handeln“) und 1998 fusionierten sie schließlich mit der Organisation Joves Independentistes Revolucionaris i Revolucionàries („Junge revolutionäre Unabhängigkeitskämpfer“) zu den Maulets, el jovent independentista revolucionari („Maulets, revolutionäre Jugend für die Unabhängigkeit“). Da die Maulets für die Vereinigung aller Països Catalans kämpfen, dehnte sich das Gebiet ihres Auftretens auch auf Nordkatalonien in Frankreich aus.
Am 5. Mai 2007 veröffentlichte ein Sprecher der Maulets eine Deklaration, in der die Verteidigung des Unabhängigkeitskampfes seitens der baskischen und katalanischen Jugendorganisationen durch die Gewalt des spanischen Staates gerechtfertigt wird. Diese Erklärung kann als Reaktion auf das Verbot der drei baskischen Jugendorganisationen Jarrai, Haika und Segi durch das oberste spanische Gericht, das Tribunal Supremo gewertet werden.